# جاك دي فريس (لاعب كرة قدم)
جاك دي فريس (بالإنجليزية: Jack de Vries) هو لاعب كرة قدم أمريكي في مركز الوسط، ولد في 28 مارس 2002 في Wayne, Pennsylvania ‏ في الولايات المتحدة. لعب مع بثلهام ستييل.

## وصلات خارجية
- جاك دي فريس (لاعب كرة قدم) على موقع الدوري الأمريكي (الإنجليزية)
- جاك دي فريس (لاعب كرة قدم) على موقع قاعدة بيانات كرة القدم.إي يو (الإنجليزية)
- جاك دي فريس (لاعب كرة قدم) على موقع ليكيب (الفرنسية)
- جاك دي فريس (لاعب كرة قدم) على موقع Soccerway.com (الإنجليزية)